# Şefik Bakay
Ali Şefik Bakay (* 1900 in Istanbul; † 26. Januar 1983) war ein türkischer Politiker.

## Werdegang
Bakay war zwischen 1950 und 1962 Abgeordneter zur Großen Nationalversammlung, in der er als Mitglied der Demokratischen Partei den Wahlkreis Kırklareli vertrat. Von September bis Dezember 1954 war er stellvertretender Vertreter der Türkei in der Parlamentarischen Versammlung des Europarates.

## Ehrungen
- 1958: Großes Verdienstkreuz mit Stern und Schulterband der Bundesrepublik Deutschland